# 东交民巷17号
39°54′10″N 116°24′35″E / 39.902668°N 116.409791°E
东交民巷17号，位于北京市东城区东交民巷17号，法国使馆旧址（东交民巷15号）旁边。

## 简介
1976年，在“批邓、反击右倾翻案风”运动中再度被打倒的邓小平曾被监管在此，相当于软禁，同外界隔绝，任何人都不许见。当时，邓小平常在院子中散步，在屋里看书、看报。夏天，他还戴着草帽，在院子里用镰刀割草，放在洋灰地上晒干，晒干后点火烧掉。这些都是邓小平的消遣，也是锻炼的方法。在此期间，邓小平还生过一次病，住院期间，邓小平尽管尿道插着导尿管，还提着瓶子每天坚持散步，毅力很强。
1980年中共十一届五中全会前后，纪登奎一家从西单附近一栋两层西式洋房迁至灯市东口内务部街一座四合院内，华国锋任国务院副总理兼公安部部长时也曾住在这里。陈锡联则一直住在新街口航空胡同四合院内，而吴德晚年继续住在东交民巷17号3号楼。吴德退隐后，生活待遇没有变化，工资关系仍在国务院系统，家中后勤服务主要由国务院机关事务管理局服务司负责。东交民巷17号院还住有多位老干部，但吴德与他们几乎不来往。
21世纪初，在温家宝担任中华人民共和国国务院总理期间，此处成为其官邸。东交民巷17号的大门为铁门，有身穿军装的士兵时刻透过铁门上10厘米见方的小窗向外注视。从东交民巷17号将近3米高的围墙向院内眺望，隐约可见十余个房间。